# Bugacia
Bugacia is een geslacht van vliesvleugeligen uit de familie Pteromalidae. De wetenschappelijke naam van dit geslacht is voor het eerst geldig gepubliceerd in 1946 door Erdös.

## Soorten
Het geslacht Bugacia omvat de volgende soorten:
- Bugacia arenaria Erdös, 1946
- Bugacia classeyi Boucek, 1965
- Bugacia submontana Boucek, 1956